# Friedrich Ludwig von Sell
Friedrich Ludwig Moritz Christian David von Sell (* 24. April 1773 in Burg bei Magdeburg; † 31. Oktober 1850 in Glatz) war ein preußischer Generalmajor.

## Leben

### Herkunft
Friedrich entstammte dem Adelsgeschlechts von Sell. Er war ein Sohn des preußischen Majors Ludwig von Sell (1746–1794) und dessen Ehefrau Magdalena, geborene von Horvath.

### Militärlaufbahn
Sell erhielt seine schulische Bildung im elterlichen Hause. Am 10. Dezember 1789 kam er als Gefreitenkorporal in das Infanterieregiment „von Wangenheim“ der Preußischen Armee, dem auch sein Vater angehörte und avancierte bis Ende Dezember 1792 zum Sekondeleutnant. Im Ersten Koalitionskrieg kämpfte Sell bei den Belagerungen von Longwy und Verdun sowie in der Schlacht bei Kaiserslautern, ferner in den Gefechten bei Bingen, Alzey, Guntersblum und Zweibrücken.
Nach dem Krieg stieg er 1798 zum Regimentsadjutanten auf und wurde 1804 in das Grenadierbataillon „von Sack“ versetzt und avancierte Mitte November 1806 zum Premierleutnant. Während des Vierten Koalitionskrieges kämpfte er in der Schlacht bei Jena sowie in den Gefechten bei Kanth und der Verteidigung von Glatz. Bei Glatz wurde Sell am 21. April 1807 Führer einer Schützenkompanie im Freikorps „von Gayle“.
Nach dem Frieden von Tilsit wurde er am 27. Juli 1808 zum Kapitän befördert und am 17. Februar 1809 kam Sell als Kompaniechef in das Füsilier-Bataillon des 2. Schlesischen Infanterie-Regiments (Nr. 11). Dort wurde er am 27. April 1812 Major und nahm im gleichen Jahr am Feldzug gegen Russland teil. Dabei wurde er im Gefecht bei Garossenkrug verwundet, kämpfte aber wieder bei Kosakenkrug.
Am 13. Juni 1813 wurde er zum Kommandeur des Füsilier-Bataillons ernannt. Während der Befreiungskriege kämpfte Sell in den Schlachten bei Dresden, Kulm, Leipzig sowie der Belagerung von Erfurt (1813). Für das Gefecht bei Jeanvillers erhielt er das Eiserne Kreuz II. Klasse. Am 10. April 1815 wurde er dann Kommandeur des 6. Rheinischen Landwehr-Infanterie-Regiments und in dieser Eigenschaft am 3. Oktober 1815 mit Patent vom 16. Oktober 1815 zum Oberstleutnant befördert. Am 31. Mai 1816 wurde er in den besoldeten Stamm seines Regiments übernommen, am 27. November 1817 in das 7. Infanterie-Regiment und am 1. Dezember 1818 dem 14. Infanterie-Regiment aggregiert. Am 15. Januar 1819 wurde er wieder dem 7. Infanterie-Regiment aggregiert. Mit Patent vom 2. April 1821 folgte am 30. März 1821 seine Beförderung zum Oberst und am 21. Juli 1822 wurde Sell zum Kommandeur des 22. Infanterie-Regiments ernannt. Am 8. September 1827 wurde er mit dem Dienstkreuz ausgezeichnet, bevor Sell am 8. Juli 1828 seinen Abschied als Generalmajor mit der gesetzlicher Pension erhielt. Er starb am 31. Oktober 1850 in Glatz.

### Familie
Sell heiratete am 10. April 1810 in Silberberg Helene Charlotte von Schleinitz (1773–1810), Witwe des Friedrich Julius von Seydlitz († 1805). Nach dem frühen Tod seiner Frau heiratete er am 24. Dezember 1810 auf Scheibe Charlotte von Frobel (1795–1859). Das Paar hatte mehrere Kinder:
- Friedrich Johann Wilhelm (* 6. Mai 1814)
- Theodor (1817–1891), preußischer Generalleutnant ⚭ Klementine Freiin von Cramer (1833–1917)[2]
- Richard (1824–1858), Sekondeleutnant ⚭ N.N.
- Agnes (1825–1868) ⚭ 1859 N.N. Brehm († 1884), preußischer Major
- Eugen (1829–1855), ging in holländische Dienste